# Myron resetari
Espèce
Myron resetari est une espèce de serpents de la famille des Homalopsidae.

## Répartition
Cette espèce est endémique des environs de Broome en Australie-Occidentale. 

## Étymologie
Cette espèce est nommée en l'honneur d'Alan Resetar.

## Publication originale
- Murphy, 2011 : The Nomenclature and Systematics of Some Australasian Homalopsid Snakes (Squamata: Serpentes: Homalopsidae. Raffles Bulletin of Zoology, vol. 59, n. 2, p. 229-236 (« texte intégral »(Archive.org • Wikiwix • Archive.is • Google • Que faire ?)).